# Kraft van Nassau-Sonnenberg
Kraft van Nassau-Sonnenberg († 1 oktober na 1361), Duits: Kraft Graf von Nassau-Sonnenberg, in Nederlandse publicaties Crato genoemd, was sinds 1355 graaf van Nassau-Sonnenberg, een deel van het graafschap Nassau. Hij stamt uit de Walramse Linie van het Huis Nassau.

## Biografie

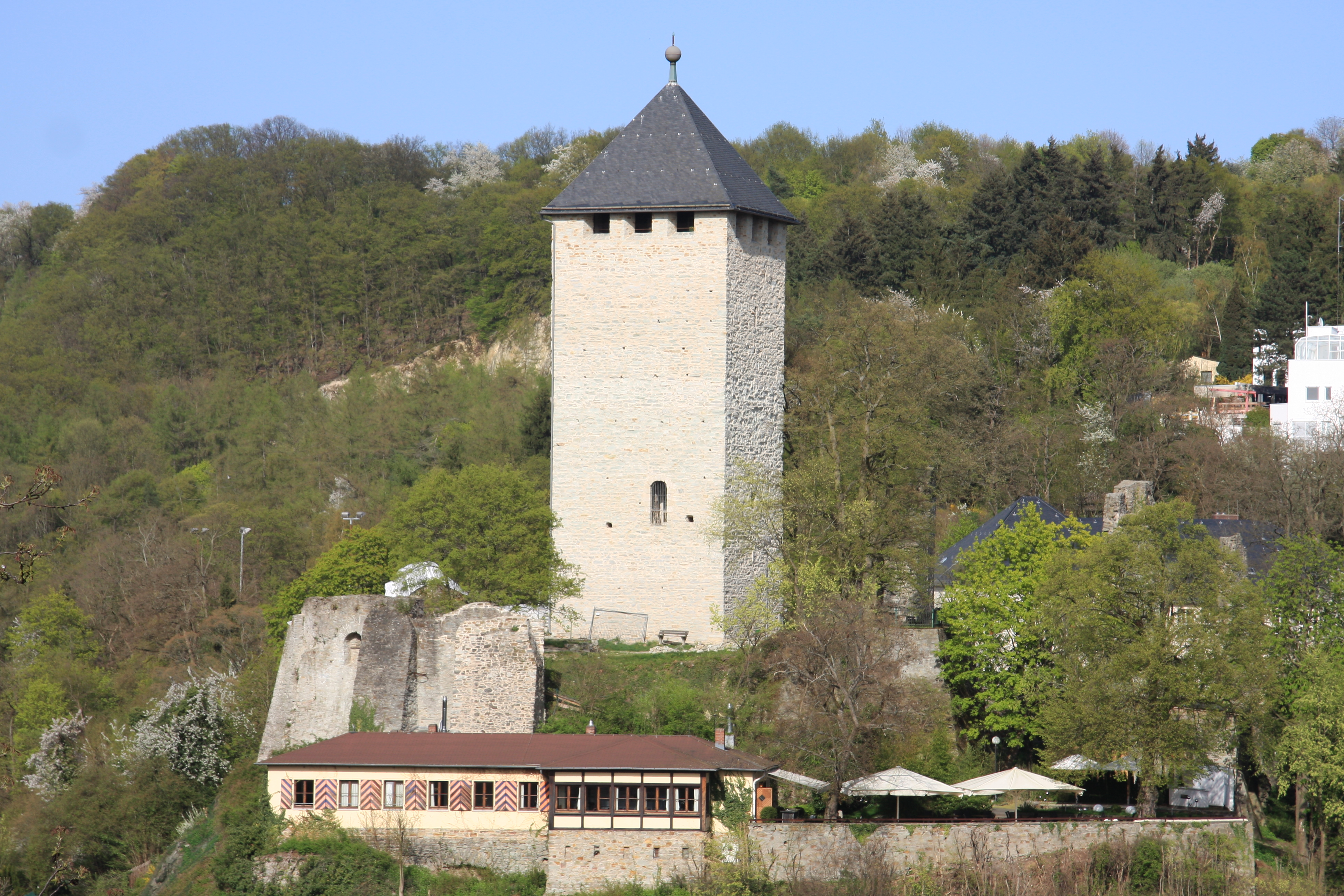
De Burcht Sonnenberg

Kraft was de oudste zoon van graaf Gerlach I van Nassau uit diens tweede huwelijk met Irmgard van Hohenlohe, dochter van Kraft II van Hohenlohe en Adelheid van Württemburg. Kraft werd domheer te Straatsburg in 1343.

In 1344 deed zijn vader afstand ten gunste van de twee oudste zoons uit zijn eerste huwelijk. Deze halfbroers van Kraft, Adolf en Johan gingen in een op 25 november 1355 te Eltville gesloten verdrag over tot een verdeling van hun bezittingen. Kraft en zijn jongere broer Rupert verkregen bij deze verdeling de Burcht Sonnenberg en regeerden sindsdien samen als graven van Nassau-Sonnenberg. Kraft overleed reeds op 1 oktober na 1361. Hij was ongehuwd en had geen kinderen. Rupert volgde hem op.

## Voorouders
| Voorouders van Kraft van Nassau-Sonnenberg | Voorouders van Kraft van Nassau-Sonnenberg                                                     | Voorouders van Kraft van Nassau-Sonnenberg                                            | Voorouders van Kraft van Nassau-Sonnenberg                                           | Voorouders van Kraft van Nassau-Sonnenberg                                           | Voorouders van Kraft van Nassau-Sonnenberg                                                 | Voorouders van Kraft van Nassau-Sonnenberg                                                 | Voorouders van Kraft van Nassau-Sonnenberg                                            | Voorouders van Kraft van Nassau-Sonnenberg                                            |
| ------------------------------------------ | ---------------------------------------------------------------------------------------------- | ------------------------------------------------------------------------------------- | ------------------------------------------------------------------------------------ | ------------------------------------------------------------------------------------ | ------------------------------------------------------------------------------------------ | ------------------------------------------------------------------------------------------ | ------------------------------------------------------------------------------------- | ------------------------------------------------------------------------------------- |
| Betovergrootouders                         | Hendrik II van Nassau (ca. 1180–1247/50) ⚭ vóór 1215 Machteld van Gelre en Zutphen (?–na 1247) | Diederik II van Katzenelnbogen (?–1245) ⚭ vóór 1219 Hildegunde (?–?)                  | Hendrik I van Isenburg-Cleeberg (?–vóór 1227) ⚭ Irmingard (?–1213/18)                | Hendrik van Blieskastel (?–1237) ⚭ vóór 1225 Agnes van Sayn (?–1259)                 | Godfried van Hohenlohe (?–1254/55) ⚭ Richeza van Bocksberg ? (?–na 1262)                   | Frederik van Truhendingen (?–1274) ⚭1240 Margaretha van Andechs-Merano (?–1271)            | Ulrich I van Württemberg (ca. 1226–1265) ⚭ 1260/64 Agnes van Liegnitz (1243/50–1265)  | Rudolf I van Baden (ca. 1230–1288) ⚭ 1257 Kunigunde van Eberstein (ca. 1230–1290)     |
| Overgrootouders                            | Walram II van Nassau (ca. 1220–1276) ⚭ vóór 1250 Adelheid van Katzenelnbogen (?–1288)          | Walram II van Nassau (ca. 1220–1276) ⚭ vóór 1250 Adelheid van Katzenelnbogen (?–1288) | Gerlach I van Isenburg-Limburg (?–1289) ⚭ Imagina van Blieskastel (?–vóór 1298)      | Gerlach I van Isenburg-Limburg (?–1289) ⚭ Imagina van Blieskastel (?–vóór 1298)      | Kraft I van Hohenlohe (ca. 1242–1312/13) ⚭ 1280/85 Margaretha van Truhendingen (?–1293/94) | Kraft I van Hohenlohe (ca. 1242–1312/13) ⚭ 1280/85 Margaretha van Truhendingen (?–1293/94) | Eberhard I van Württemberg (1265–1325) ⚭ vóór 1291 Irmagard van Baden (ca. 1270–1320) | Eberhard I van Württemberg (1265–1325) ⚭ vóór 1291 Irmagard van Baden (ca. 1270–1320) |
| Grootouders                                | Adolf van Nassau (ca. 1255–1298) ⚭ ca. 1271 Imagina van Isenburg-Limburg (?–na 1317)           | Adolf van Nassau (ca. 1255–1298) ⚭ ca. 1271 Imagina van Isenburg-Limburg (?–na 1317)  | Adolf van Nassau (ca. 1255–1298) ⚭ ca. 1271 Imagina van Isenburg-Limburg (?–na 1317) | Adolf van Nassau (ca. 1255–1298) ⚭ ca. 1271 Imagina van Isenburg-Limburg (?–na 1317) | Kraft II van Hohenlohe (?–1344) ⚭ 1306 Adelheid van Württemburg (1295–1342)                | Kraft II van Hohenlohe (?–1344) ⚭ 1306 Adelheid van Württemburg (1295–1342)                | Kraft II van Hohenlohe (?–1344) ⚭ 1306 Adelheid van Württemburg (1295–1342)           | Kraft II van Hohenlohe (?–1344) ⚭ 1306 Adelheid van Württemburg (1295–1342)           |
| Ouders                                     | Gerlach I van Nassau (vóór 1288–1361) ⚭ vóór 1337 Irmgard van Hohenlohe (?–1372)               | Gerlach I van Nassau (vóór 1288–1361) ⚭ vóór 1337 Irmgard van Hohenlohe (?–1372)      | Gerlach I van Nassau (vóór 1288–1361) ⚭ vóór 1337 Irmgard van Hohenlohe (?–1372)     | Gerlach I van Nassau (vóór 1288–1361) ⚭ vóór 1337 Irmgard van Hohenlohe (?–1372)     | Gerlach I van Nassau (vóór 1288–1361) ⚭ vóór 1337 Irmgard van Hohenlohe (?–1372)           | Gerlach I van Nassau (vóór 1288–1361) ⚭ vóór 1337 Irmgard van Hohenlohe (?–1372)           | Gerlach I van Nassau (vóór 1288–1361) ⚭ vóór 1337 Irmgard van Hohenlohe (?–1372)      | Gerlach I van Nassau (vóór 1288–1361) ⚭ vóór 1337 Irmgard van Hohenlohe (?–1372)      |